# 61e bataillon de commandement et de transmissions
Pour les articles homonymes, voir 61e bataillon.
 (octobre 2022).
Si vous disposez d'ouvrages ou d'articles de référence ou si vous connaissez des sites web de qualité traitant du thème abordé ici, merci de compléter l'article en donnant les références utiles à sa vérifiabilité et en les liant à la section « Notes et références ».
Le 61e Bataillon de Commandement et de Transmissions est une unité de l'armée française spécialisée dans les transmissions appliquée au commandement.

## Historique des garnisons, combats et batailles
Le 61e Bataillon de Commandement et de Transmissions a été créé[Quand ?] par la réunion du 61e Escadron de Quartier Général (61e EQG) et la 61e Compagnie de Transmissions (61e CT). Cette compagnie a été formée à partir d'éléments de la dissolution du 61e BTAP (Bataillon des Transmissions Aéroporté, stationné à Bayonne, caserne de la Nive).
Le 61e Bataillon de Commandement et de Transmissions(61e BCT) est à l'origine de la création du 14e Régiment Parachutiste de Commandement et de Soutien.
Le bataillon était stationné au quartier Pissard-Santarelli à Pau.Les incorporations et classes dans les années 1975 étaient à Bayonne château neuf.

## Traditions
Les personnels du Train et des transmissions du 61e Bataillon de Commandement et de Transmissions ont gardé les attributs de leurs armes et un insigne différent.

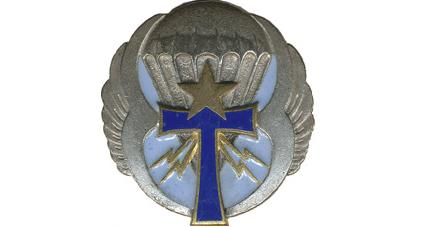
Insigne du 61e Bataillon de Transmissions Aéroporté.
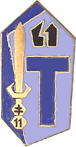
Insigne de la 61e Compagnie de Transmissions.